# Campionato Potiguar 2014
Il Campionato Potiguar 2014 è stata la 94ª edizione del Campionato Potiguar.

## Squadre partecipanti
| Squadra       | Città       |
| ------------- | ----------- |
| ABC           | Natal       |
| Alecrim       | Natal       |
| América-RN    | Natal       |
| ASSU          | Açu         |
| Baraúnas      | Mossoró     |
| Corintians    | Caicó       |
| Globo         | Ceará-Mirim |
| Palmeira      | Goianinha   |
| Potiguar      | Mossoró     |
| Santa Cruz-RN | Santa Cruz  |

## Prima fase (Copa FNF)

### Gruppo A
|  | Pos. | Squadra  | Pt | G | V | N | P | GF | GS | DR |
|  | ---- | -------- | -- | - | - | - | - | -- | -- | -- |
|  | 1.   | Globo    | 10 | 6 | 2 | 4 | 0 | 9  | 4  | +5 |
|  | 2.   | ABC      | 9  | 6 | 2 | 3 | 1 | 8  | 5  | +3 |
|  | 3.   | Alecrim  | 5  | 6 | 0 | 5 | 1 | 6  | 8  | -2 |
|  | 4.   | Palmeira | 4  | 6 | 0 | 4 | 2 | 5  | 11 | -6 |

Legenda:

      Ammesso alla seconda fase e alla finale della Copa FNF
      Ammessi alla seconda fase
      Scontro salvezza contro l'ultima del girone B

### Gruppo B
|  | Pos. | Squadra       | Pt | G | V | N | P | GF | GS | DR |
|  | ---- | ------------- | -- | - | - | - | - | -- | -- | -- |
|  | 1.   | Baraúnas      | 12 | 6 | 3 | 3 | 0 | 7  | 4  | +3 |
|  | 2.   | Santa Cruz-RN | 10 | 6 | 3 | 1 | 2 | 11 | 4  | +7 |
|  | 3.   | Corintians    | 9  | 6 | 2 | 3 | 1 | 6  | 9  | -3 |
|  | 4.   | ASSU          | 1  | 6 | 0 | 1 | 5 | 3  | 10 | -7 |

Legenda:

      Ammesso alla seconda fase e alla finale della Copa FNF
      Ammessi alla seconda fase
      Scontro salvezza contro l'ultima del girone A

### Scontro salvezza
| Squadra 1 | Totale          | Squadra 2 | Andata | Ritorno |
| --------- | --------------- | --------- | ------ | ------- |
| ASSU      | 2 - 2 (2-4 dcr) | Palmeira  | 2-1    | 0-1     |

ASSU retrocesso in Segunda Divisão.

### Finale
| Squadra 1 | Totale          | Squadra 2 | Andata | Ritorno |
| --------- | --------------- | --------- | ------ | ------- |
| Globo     | 1 - 1 (2-0 dcr) | Baraúnas  | 0-0    | 1-1     |

Globo qualificato per la Coppa del Brasile 2015.

## Seconda fase

### Primo turno (Copa RN)
|  | Pos. | Squadra       | Pt | G | V | N | P | GF | GS | DR |
|  | ---- | ------------- | -- | - | - | - | - | -- | -- | -- |
|  | 1.   | Globo         | 13 | 7 | 4 | 1 | 2 | 15 | 8  | +7 |
|  | 2.   | América-RN    | 13 | 7 | 4 | 1 | 2 | 15 | 13 | +2 |
|  | 3.   | Alecrim       | 12 | 7 | 3 | 3 | 1 | 9  | 6  | +3 |
|  | 4.   | Baraúnas      | 10 | 7 | 2 | 4 | 1 | 9  | 8  | +1 |
|  | 5.   | ABC           | 9  | 7 | 2 | 3 | 2 | 9  | 9  | 0  |
|  | 6.   | Corintians    | 8  | 7 | 2 | 2 | 3 | 11 | 13 | -2 |
|  | 7.   | Potiguar      | 5  | 7 | 1 | 2 | 4 | 6  | 11 | -5 |
|  | 8.   | Santa Cruz-RN | 4  | 7 | 0 | 4 | 3 | 6  | 12 | -6 |

Legenda:

      Vincitore della Copa RN, qualificato per la Copa do Nordeste 2015

### Secondo turno (Copa Cidade de Natal)
|  | Pos. | Squadra       | Pt | G | V | N | P | GF | GS | DR |
|  | ---- | ------------- | -- | - | - | - | - | -- | -- | -- |
|  | 1.   | América-RN    | 19 | 7 | 6 | 1 | 0 | 16 | 8  | 8  |
|  | 2.   | ABC           | 12 | 7 | 4 | 0 | 3 | 12 | 7  | 5  |
|  | 3.   | Potiguar      | 12 | 7 | 3 | 3 | 1 | 11 | 10 | 1  |
|  | 4.   | Alecrim       | 10 | 7 | 3 | 1 | 3 | 9  | 8  | 1  |
|  | 5.   | Globo         | 10 | 7 | 3 | 1 | 3 | 6  | 6  | 0  |
|  | 6.   | Santa Cruz-RN | 7  | 7 | 2 | 1 | 4 | 6  | 10 | -4 |
|  | 7.   | Corintians    | 6  | 7 | 2 | 0 | 5 | 12 | 17 | -5 |
|  | 8.   | Baraúnas      | 4  | 7 | 1 | 1 | 5 | 9  | 15 | -6 |

Legenda:

      Vincitore della Copa Cidade de Natal, qualificato per la Copa do Nordeste 2015

## Finale del campionato
| Squadra 1 | Totale | Squadra 2  | Andata | Ritorno |
| --------- | ------ | ---------- | ------ | ------- |
| Globo     | 1 - 2  | América-RN | 1-2    | 0-0     |

## Classifica finale
|  | Pos. | Squadra       | Pt | G  | V  | N | P | GF | GS | DR  |
|  | ---- | ------------- | -- | -- | -- | - | - | -- | -- | --- |
|  | 1.   | América-RN    | 36 | 16 | 11 | 3 | 2 | 33 | 22 | +11 |
|  | 2.   | Globo         | 24 | 16 | 7  | 3 | 6 | 22 | 16 | +6  |
|  | 3.   | Alecrim       | 22 | 14 | 6  | 4 | 4 | 18 | 14 | +4  |
|  | 4.   | ABC           | 21 | 14 | 6  | 3 | 5 | 21 | 16 | +5  |
|  | 5.   | Potiguar      | 17 | 14 | 4  | 5 | 5 | 17 | 21 | -4  |
|  | 6.   | Corintians    | 14 | 14 | 4  | 2 | 8 | 23 | 30 | -7  |
|  | 7.   | Baraúnas      | 14 | 14 | 3  | 5 | 6 | 18 | 23 | -5  |
|  | 8.   | Santa Cruz-RN | 11 | 14 | 2  | 5 | 7 | 12 | 22 | -10 |
|  | 9.   | Palmeira      | 4  | 6  | 0  | 4 | 2 | 5  | 11 | -6  |
|  | 10.  | ASSU          | 1  | 6  | 0  | 1 | 5 | 3  | 10 | -7  |

Verdetti
- América-RN qualificato per la Coppa del Brasile 2015 e per la Copa do Nordeste 2015
- Globo qualificato per il Campeonato Brasileiro Série D 2014, per la Coppa del Brasile 2015, e per la Copa do Nordeste 2015
- Alecrim qualificato per la Coppa del Brasile 2015
- ASSU retrocesso in Segunda Divisão